# 八重洲富士屋ホテル
八重洲富士屋ホテル（やえすふじやホテル）は、かつて東京都中央区八重洲に存在していた政府登録国際観光ホテルである。

## 概要
1983年（昭和58年）8月開業。地上17階建て。富士屋ホテルチェーン、国際興業グループに属していた。東京駅をはじめとする8駅から徒歩で数分の場所に位置する。377室の客室、2つのレストラン（ウィステリア・桂）、バー、コーヒーラウンジ（ウィーンの森）、大・中・小合わせて合計12の宴会場、そしてコンビニエンスストア（セブンイレブン）などを備える。1878年（明治11年）創業の箱根・富士屋ホテルの伝統を礎にしている。
2013年4月に土地と建物を住友不動産に売却。八重洲富士屋ホテルとしての営業は2014年3月末をもって終了した。同年7月15日に期間限定で東京八重洲ホテルとしてリニューアルされたが、今後八重洲二丁目南地区市街地再開発事業により住友不動産が新たにオフィスビルを建設する予定と発表された。

## 交通アクセス
- 鉄道
  - JR有楽町駅（京橋口） 徒歩3分
  - JR東京駅（八重洲南口） 徒歩5分
  - 東京メトロ有楽町線銀座一丁目駅 徒歩2分
  - 東京メトロ銀座線京橋駅 徒歩3分
- 車
  - 首都高速都心環状線宝町出入口 5分
- バス
  - 成田国際空港から東京空港交通のリムジンバスが運行されていた。